# 张竭诚
张竭诚（1917年—2001年），中国人民解放军将领、中国人民解放军开国少将。
曾任39军军长。1955年，授予中国人民解放军少将。